# Саеи, Хади
Хади Саеи (перс. هادی ساعی بونه كُهل‎, 10 июня 1976, Рей, Тегеран) — иранский тхэквондист,  член национальной сборной Ирана. Двукратный олимпийский чемпион (2004 и 2008), двукратный чемпион мира (1999 и 2005 годы). Чемпион Азиатских игр (2002 год), чемпион Азии (2006 год). Один из самых титулованных спортсменов Ирана. За спортивную карьеру трижды менял весовые категории и каждый раз после перехода добивался золотых наград на различных турнирах.
Делит с американцем Стивеном Лопесом рекорд по количеству олимпийских медалей в тхэквондо — по 3.